# Scaphidister velox
Scaphidister velox är en skalbaggsart som beskrevs av Cooman 1933. Scaphidister velox ingår i släktet Scaphidister och familjen stumpbaggar. Inga underarter finns listade i Catalogue of Life.